# Rhyacophila carpenteri
Rhyacophila carpenteri là một loài Trichoptera trong họ Rhyacophilidae. Chúng phân bố ở miền Tân bắc.